# 趙辰来
趙 辰来（チョ・ジルレ、朝鮮語: 조진래/趙辰來、1965年11月20日 - 2019年5月25日）は、大韓民国の弁護士、政治家。第18代韓国国会議員。本貫は咸安趙氏。

## 経歴
慶尚南道咸安郡出身。嶺南高等学校、延世大学校法学科卒。第33回司法試験合格、司法研究院第23期修了。弁護士趙辰来法律事務所弁護士、ハンナラ党李明博大統領予備候補政策特別補佐役、ハンナラ党法律支援団慶南副団長、先進国民慶南連帯常任代表、第17代大統領職引受委員会法務科常任諮問委員、第18代国会運営委員会・農林水産食品委員会委員、ハンナラ党代表特別補佐団メンバーを務めた。2008年の第18代総選挙では宜寧・咸安・陜川郡地域区でハンナラ党の候補として当選し、退任後は2017年まで、嶺南高校の先輩である洪準杓慶尚南道知事の下で慶尚南道政務副知事、政務特別補佐官、慶南開発公社社長などを務めた。2016年の第20代総選挙のセヌリ党の予備選挙で厳龍洙に敗れ、2018年の全国統一地方選挙で自由韓国党の候補として昌原市長選に出たが落選した。
しかし、慶尚南道政務副知事在任中の2013年8月、道庁傘下の慶南テクノパークのセンター長に条件に合わない人を選任したことに関わった容疑で慶尚南道地方警察庁の調査を受けた後、2018年末に起訴意見を検察に引き渡した。2019年5月10日に昌原地方検察庁でも調査を受けたが、同年5月25日、咸安郡法守面の兄の家の離れで遺体で発見された。享年54。自殺とみられるが、遺書はなかった。

## エピソード
2018年の昌原市長選で自由韓国党の公認をもらったが、趙は洪準杓の側近であるため、現職の安商守は洪により意図的に排除されたと感じ、反発して無所属で出馬した。